# Salakati
Salakati is een census town in het district Kokrajhar van de Indiase staat Assam. 

## Demografie
Volgens de Indiase volkstelling van 2001 wonen er 6772 mensen in Salakati, waarvan 55% mannelijk en 45% vrouwelijk is. De plaats heeft een alfabetiseringsgraad van 66%. 